# Reza Norouzi
Reza Norouzi (Izeh, 21 settembre 1982) è un ex calciatore iraniano, di ruolo attaccante.

## Caratteristiche tecniche
Poteva agire da punta centrale o da ala destra o ala sinistra.

## Carriera

### Club
Comincia a giocare al Bargh Shiraz. Nel 2008 si trasferisce allo Steel Azin. Nel 2010 passa al Foolad. Nel 2012 viene acquistato dal Naft Teheran. Nel 2014 si trasferisce al Persepolis. Nel 2015 passa al Saipa. Il 14 gennaio 2016 si trasferisce al Paykan. Il 16 luglio 2016 viene acquistato dal Sanat Naft Abadan.

### Nazionale
Ha debuttato in nazionale il 28 dicembre 2010, nell'amichevole Qatar-Iran (0-0). Ha partecipato, con la Nazionale, alla Coppa d'Asia 2011. Ha collezionato in totale 7 presenze con la maglia della nazionale.